# Баркас, Борис Владимирович
Бори́с Влади́мирович Барка́с (5 августа 1953 — 11 декабря 2007) — советский поэт-песенник.
Автор русского текста знаменитого в СССР хита Аллы Пугачёвой «Арлекино» (на первой пластинке с этой песней автором слов ошибочно значился И. Резник) и песни «Бег по кругу».

## Биография
Поэт-песенник Борис Баркас родился в Москве 5 августа 1953 года. В 1970 году окончил 10 «Б» класс московской школы № 57. Это был первый выпуск математических классов. Окончил биологический факультет Московского государственного университета по специальности биохимик.
Первый успех пришёл к начинающему поэту в 18 лет, когда он написал ставшую хитом в СССР песню «Ты по этой лестнице», которую исполнили Александр Лерман и рок-группа «Скоморохи». В 1975 году в возрасте 22 лет он написал русский стихотворный текст к популярной болгарской песне Эмила Димитрова «Арлекино» и передал его Алле Пугачёвой, которая с этой песней победила на международном конкурсе вокальных исполнителей «Золотой Орфей». Эта песня сделала Пугачёву знаменитой, а молодого поэта Бориса Баркаса — востребованным среди музыкальных исполнителей. Впоследствии Борис Баркас написал тексты ставших известными песен: «Бег по кругу» для Аллы Пугачёвой, «Летучий Голландец» для группы «Машина Времени», а также для рок-групп «Рок-ателье», «Автограф», ВИА «Весёлые ребята». В разное время Баркас работал с такими известными в СССР исполнителями, как Гуннар Грапс, Тынис Мяги, Вадим Голутвин, Валерий Леонтьев и другими.
…Каждый день отправляясь в плавание

В океаны московских улиц,

Я мечтаю о тихой гавани,

Где б мои корабли уснули.
В соавторстве с Маргаритой Пушкиной он является автором слов к рок-опере Александра Градского «Стадион».
В последние годы «застоя» его песни были запрещены к исполнению в СССР, в это время поэта-песенника приютил в Таллине эстонский поэт-песенник Отт Ардер. В этот период Борис Баркас сотрудничает с такими прибалтийскими исполнителями, как Гуннар Грапс и Тынис Мяги. Параллельно работает автором сюжетов для детской передачи «Спокойной ночи, малыши!», где придумывает образ вороны Каркуши.
После оглушительного успеха в жизни Бориса Баркаса началась чёрная полоса. Он перепробовал множество профессий, работая экскурсоводом на выставках, книгоиздателем, но при этом всегда продолжал писать стихи.

Когда наступила перестройка, я с двумя друзьями организовал маленькое издательство «КУБ». Мы первым делом выпустили русский перевод Корана. Тогда, держа в руках ещё липкий от клея сигнальный экземпляр, я понял, что такое подлинный плюрализм. Это когда три еврея в православной стране двухмиллионным тиражом издают мусульманскую святыню.
В конце жизни попал в трудные жизненные условия — после смерти жены потерял работу и квартиру, два года жил на улице, пока не согласился поселиться в приюте «Люблино». Осенью 2007 года принял участие в ток-шоу Андрея Малахова «Пусть говорят» с А. Б. Пугачёвой, после которой певица помогла ему восстановить документы и подарила квартиру.
Скончался 11 декабря 2007 года от сердечной недостаточности.
Похоронен в Москве на Донском кладбище.

## Работы

### Слова песни дляАлександра Градского
Автор слов к рок-опере Александра Градского «Стадион».

### Слова песен дляАллы Пугачёвой
- «Арлекино»
- «Бег по кругу» («Гонка»)

(Песни «Гонка» и «Бег по кругу» — одна и та же песня. Алла Пугачёва однажды в программе «Пусть говорят» с Борисом Баркасом сказала, что исполняла две песни Бориса — «Арлекино» и «Бег по кругу», имея в виду известную песню «Гонка». Многие ошибочно стали принимать «Бег по кругу» за отдельную работу.)

### Слова песни для рок-группы «Машина времени»
- «Летучий Голландец»

### Слова песен для рок-группы «Автограф»
- «Реквием» (памяти Джона Леннона) — в соавторстве с Маргаритой Пушкиной
- «Монолог» — в соавторстве с Маргаритой Пушкиной
- «Корабль»

### Слова песни дляАлександра Буйнова
- «А дело в том»

### Слова песни для рок-группы «Скоморохи» иАлександра Градского
- «Лестница» (в том числе в составе альбома «Машине времени — ХХ!»)